# Macromphalus subreticulatus
Macromphalus subreticulatus is een slakkensoort uit de familie van de Vanikoridae. De wetenschappelijke naam van de soort is voor het eerst geldig gepubliceerd in 1884 door Nevill.